# Пинторно, Винченцо Мария
Винченцо Мария Пинторно (итал. Vincenzo Maria Pintorno; 31 января 1862, Чефалу — 14 марта 1968, Чефалу) — итальянский дирижёр и музыкальный педагог.
Окончил семинарию в родном городе и Палермскую консерваторию как флейтист; изучал также контрапункт и инструментовку под руководством Пьетро Платаниа и Антонио Паскулли. По окончании курса в 1883 г. перебрался в Милан, где выступал как флейтист в частных салонах, затем некоторое время преподавал флейту в Музыкальном лицее Пезаро.
В начале 1890-х гг. вернулся в Милан и начал карьеру дирижёра. В 1893—1896 гг. главный дирижёр оперного театра «Сан-Карлуш» в Лиссабоне, затем вновь в Италии. В 1921—1928 гг. хормейстер миланского оперного театра «Ла Скала».
В 1903—1932 гг. профессор вокала в Миланской консерватории. Среди важнейших его учеников — Анджело Скандиани и Елена Николаи.